# Tyson Jost
Tyson Jost (* 14. března 1998) je profesionální kanadský hokejový útočník momentálně hrající v týmu Carolina Hurricanes v severoamerické NHL. Byl draftován v roce 2016 již v prvním kole jako 10. celkově týmem Colorado Avalanche.

## Statistiky

### Klubové statistiky
| Sezóna      | Klub                | Soutěž      |     | Základní část | Základní část | Základní část | Základní část | Základní část |   | Play off | Play off | Play off | Play off | Play off |
| Sezóna      | Klub                | Soutěž      | Z   | G             | A             | B             | TM            | Z             | G | A        | B        | TM       |          |          |
| 2016/17     | Colorado Avalanche  | NHL         | 6   | 1             | 0             | 1             | 0             | —             | — | —        | —        | —        |          |          |
| 2017/18     | Colorado Avalanche  | NHL         | 65  | 12            | 10            | 22            | 26            | 6             | 0 | 1        | 1        | 0        |          |          |
| 2017/18     | San Antonio Rampage | AHL         | 5   | 1             | 1             | 2             | 0             | —             | — | —        | —        | —        |          |          |
| 2018/19     | Colorado Avalanche  | NHL         | 70  | 11            | 15            | 26            | 14            | 12            | 3 | 1        | 4        | 0        |          |          |
| 2018/19     | Colorado Eagles     | AHL         | 8   | 4             | 1             | 5             | 2             | —             | — | —        | —        | —        |          |          |
| 2019/20     | Colorado Avalanche  | NHL         | 67  | 8             | 15            | 23            | 22            | 12            | 1 | 0        | 1        | 8        |          |          |
| 2020/21     | Colorado Avalanche  | NHL         | 54  | 7             | 10            | 17            | 24            | 10            | 2 | 2        | 4        | 4        |          |          |
| 2021/22     | Colorado Avalanche  | NHL         | 59  | 6             | 8             | 14            | 30            | —             | — | —        | —        | —        |          |          |
| 2021/22     | Minnesota Wild      | NHL         | 21  | 2             | 4             | 6             | 4             | 6             | 0 | 0        | 0        | 4        |          |          |
| 2022/23     | Minnesota Wild      | NHL         | 12  | 0             | 3             | 3             | 11            | —             | — | —        | —        | —        |          |          |
| 2022/23     | Buffalo Sabres      | NHL         | 59  | 7             | 15            | 22            | 23            | —             | — | —        | —        | —        |          |          |
| 2023/24     | Buffalo Sabres      | NHL         | 43  | 3             | 3             | 6             | 10            | —             | — | —        | —        | —        |          |          |
| 2023/24     | Rochester Americans | AHL         | 25  | 4             | 10            | 14            | 18            | —             | — | —        | —        | —        |          |          |
| 2024/25     | Carolina Hurricanes | NHL         | 39  | 4             | 5             | 9             | 33            | —             | — | —        | —        | —        |          |          |
| 2024/25     | Chicago Wolves      | AHL         | 14  | 4             | 5             | 9             | 12            | —             | — | —        | —        | —        |          |          |
| NHL celkově | NHL celkově         | NHL celkově | 495 | 61            | 88            | 149           | 197           | 46            | 6 | 4        | 10       | 16       |          |          |

### Reprezentace
| Rok                       | Tým                       | Soutěž                    | Z  | G  | A  | B  | TM |
| ------------------------- | ------------------------- | ------------------------- | -- | -- | -- | -- | -- |
| 2014                      | Kanada White              | WHC-17                    | 5  | 1  | 2  | 3  | 0  |
| 2015                      | Kanada                    | MIH                       | 4  | 3  | 0  | 0  | 0  |
| 2018                      | Kanada                    | MS-18                     | 7  | 6  | 9  | 15 | 2  |
| 2017                      | Kanada                    | MS-20                     | 7  | 1  | 3  | 4  | 6  |
| 2018                      | Kanada                    | MS                        | 9  | 4  | 2  | 6  | 4  |
| 2019                      | Kanada                    | MS                        | 8  | 0  | 2  | 2  | 0  |
| Juniorská kariéra celkově | Juniorská kariéra celkově | Juniorská kariéra celkově | 23 | 11 | 14 | 25 | 8  |
| Seniorská kariéra celkově | Seniorská kariéra celkově | Seniorská kariéra celkově | 17 | 4  | 4  | 8  | 4  |